# Громадянство Угорщини
Громадянство Угорщини — стійкий правовий зв'язок особи з Угорщиною, що виражається в сукупності їх взаємних прав та обов'язків.
Угорський закон про громадянство ґрунтується на принципі право крові лат. jus sanguinis. Угорське громадянство може бути отримане шляхом походження від угорського батька або натуралізації. Особа, що народилася в Угорщині від іноземних батьків, зазвичай не набуває угорського громадянства. Громадянин Угорщини також є громадянином Європейського Союзу.
Поточний угорський закон про громадянство набув чинності в 1993 році. Зміни, внесені у січні 2011 року, кожна особа, яка була громадянином Угорщини або нащадком особи, яка була громадянином Угорщини до 1920 року або між 1941 та 1945 роками, говорить угорською може подати заяву на отримання громадянства Угорщини, навіть якщо вони не проживають в Угорщині.
Подвійне громадянство допускається згідно з угорським законом. 

## Громадянство за народженням і усиновленням
Людина набуває угорське громадянство при народженні, якщо хоча б один з батьків є громадянином Угорщини. Місце народження не має значення.
Діти, що народилися в Угорщині від іноземних батьків, не отримують угорське громадянство при народженні, якщо вони не є особою без громадянства.
Неповнолітні діти, прийняті угорськими громадянами, можуть подати заяву і, як правило, матимуть угорське громадянство.

## Натуралізація як громадянина Угорщини
Особи можуть подати заяву на натуралізацію як громадянина Угорщини після 8 років безперервного проживання в Угорщині, якщо вони:
- взагалі не мають кримінального минулого,
- мають стабільне життя,
- мають хороший характер і
- пройдуть тест з основних конституційних досліджень.

Особи можуть подати заяву про натуралізацію після 5 років проживання в Угорщині, якщо вони:
- народились в Угорщині, або
- проживали в Угорщині до 18 років, або
- є особою без громадянства.

Особи можуть подати заяву про натуралізацію після 3 років проживання в Угорщині, якщо вони:
- чоловік або дружина угорського громадянина і які перебувають у шлюбі протягом трьох років (або вдова/вдівець),
- батьки неповнолітніх дітей угорського громадянина,
- усиновлені/удочерені громадянами Угорщини, або
- визнані біженці.

Особи можуть подати заяву на натуралізацію, якщо вони:
- чоловік або дружина угорського громадянина, які перебувають у шлюбі не менше десяти років, або
- чоловік або дружина угорського громадянина, які перебувають у шлюбі щонайменше п'ять років і мають разом дитину, і
- здатний надати доказ володіння угорською мовою.

Заявники віком 60 років і старше, які мають обмежену спроможність, та особи, які мають диплом угорської мови (від угорської установи), можуть бути звільнені від вимоги про конституційні дослідження.

## Громадянство по походженню
Угорський закон про громадянство 2011 року дозволяє етнічним угорцям подавати заявку на спрощену натуралізацію, якщо вони володіють угорською мовою та надають докази угорського походження.  Закон створив суперечки, оскільки близько п'яти мільйонів етнічних угорців, які проживають за межами Угорщини, в основному в Румунії, Словаччині, Сербії та Україні, можуть претендувати на угорське громадянство.  Предки угорців, які проживають у Словаччині, Сербії, Україні, Румунії та Австрії, втратили угорське громадянство в результаті Тріанонського договору після Першої Світової Війни. \ t 
До серпня 2015 року було подано понад 750 тис. заяв, а 700 тис. осіб отримали громадянство. Основними джерелами заявн були:
- Трансільванія (Румунія): 300 тис.
- Воєводина (Сербія): 130 тис.
- Україна: 120 тис.

## Угорське громадянство за заявою
Заява є спрощеною формою натуралізації. Наступні особи можуть мати право на придбання угорського громадянства за заявою:
- особи, які втратили угорське громадянство через еміграцію з 15 вересня 1947 року до 2 травня 1990 року.
- Особам без громадянства віком до 19 років, народився в Угорщині і проживає в Угорщині протягом 5 років до оголошення.

## Клятва вірності
Очікується, що особи, які стають громадянами натуралізованих угорців, приймають наступну присягу:
|  | Я клянуся, що вважаю Угорщину моєю країною. Я буду вірним громадянином Угорської Республіки. Я буду поважати і дотримуватись Конституції і законів цієї країни. Я захищаю свою країну до кінця своїх сил, я буду служити найкращими моїми здібностями. Та допоже мені Бог. |

Бажаючі можуть приймати еквівалентну «урочисту обіцянку» замість присяги.

## Втрата угорського громадянства
Неможливо, щоб особа втратила громадянство Угорщини мимоволі. Виключення стосується шахрайських заявок на натуралізацію (за умови 10-річного терміну дії, після якого неможливо вжити заходів).
Угорські громадяни, які мають інше громадянство і живуть за межами Угорщини, можуть відмовитися від свого угорського громадянства.

## Подвійне громадянство
Угорщина дозволяє своїм громадянам мати іноземне громадянство на додаток до угорського громадянства. Деякі країни, однак, не допускають багаторазове громадянство, наприклад, дорослі, які придбали угорське та японське громадянство за народженням, до 22 років повинні подати заяву до Міністерства юстиції Японії яке громадянство вони хочуть зберегти.

## Громадянство Європейського Союзу
Оскільки Угорщина є частиною Європейського Союзу, угорські громадяни також є  громадянами Європейського Союзу, які є суб'єктами законів Європейського союзу і таким чином користуються свободою переміщення робочої сили та мають право голосу на  виборах до Європарламенту.  В країні, що не є членом ЄС і де немає посольства Угорщини, громадяни Угорщини мають право отримати консульський захист від посольства будь-якої іншої країни ЄС, яка є в цій країні.  Угорські громадяни можуть жити і працювати в будь-якій країні ЄС внаслідок права на вільне пересування та проживання, наданого в  статті 21 Договору про ЄС.

## Свобода пересування

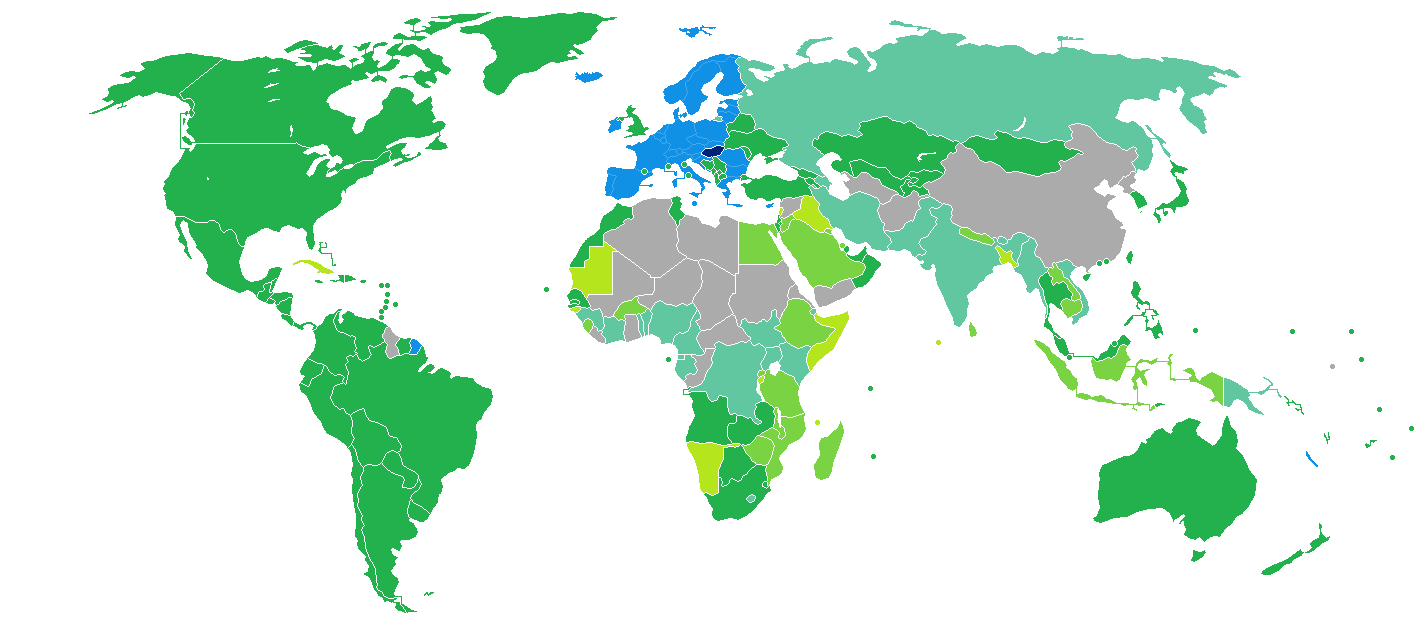
Візові вимоги для громадян Угорщини

Візові вимоги для громадян Угорщини є адміністративними обмеженнями на в'їзд органами влади інших держав, що поширюються на громадян [Угорщини]. Станом на травень 2018 року громадяни Угорщини мають безвізовий режим або візу після прибуття з 180 країнами і територіями, зайнявши 9-е місце у свободі пересування згідно з глобальним паспортним індексом Хенлі.
У 2017 році угорське громадянство посідає вісімнадцяте місце в Індекс якості національності (QNI). Цей індекс відрізняється від індексу паспортів Хенлі, який зосереджується на зовнішніх факторах, включаючи свободу пересування. QNI, крім того, бере до уваги свободу пересування за внутрішніми факторами, такими як мир і стабільність, економічна сила і людський розвиток. 